# Kakofonías
Kakofonías es un grupo musical canario de rock, funk, reggae, pop y fusión, que surgió a mediados de la década de 1990. Es conocido por conciertos y actuaciones en las Islas Canarias, la edición de dos discos y los videoclips “Yo, tú, él, nosotros y ustedes” y "Vienen subiendo".

## Historia

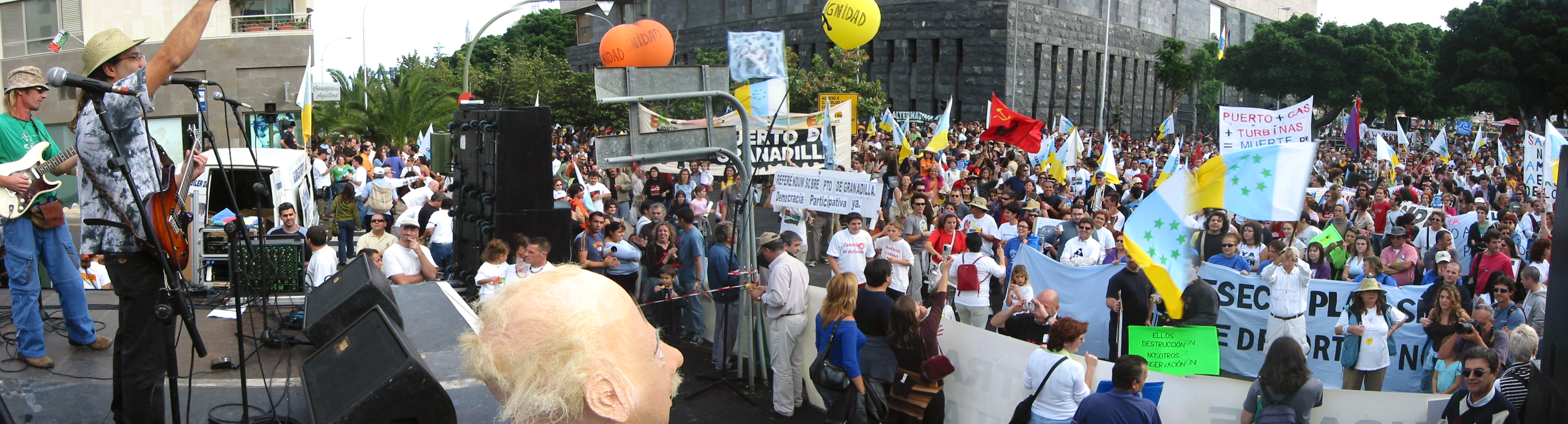
Actuación de Kakó. Manifestación contra el Puerto de Granadilla. Santa Cruz de Tenerife, 2005.

Kakó (Juan Carlos Rodríguez Gil) en los años ochenta componía sus propios temas y daba sus primeros conciertos en Santa Cruz de Tenerife y formó parte de algunos grupos de rock como Celestial Band y Cartas a Juana. Hacia 1996 nace la primera formación del grupo Kakofonías cuando acompañan a Kakó músicos como Nardo Brito, Salvador Diego, Jorgito Marrero, Pedro Achinet y Sergio. Han actuado en casi todos los locales de las Islas, especialmente también han participado en diferentes festivales y certámenes, así como en conciertos donde han compartido escenario con grandes bandas. Los temas de Kakofonías se caracterizan por combinar humor inteligente y mirada crítica hacia la sociedad actual.
En 2005 sacan su primer disco, promocionado con el videoclip “Yo, tú, él, nosotros y ustedes” que trataba sobre el dialecto canario. Poco después realizan un videoclip para el tema "Vienen subiendo", que criticaba la especulación, el desarrollismo y los excesos de la construcción en Canarias. Este videoclip tras emitirse unas pocas veces en Televisión Española en Canarias fue discriminado o censurado, lo que originó protestas de grupos de defensa del medio ambiente en apoyo a Kakofonías.

## Discografía
- Fijobotadoquevaqueva (2006)

1. "Soy trisexual"
2. "Que me embarguen"
3. "Una forma de hablar"
4. "Hay gente que FFF"
5. "Retales"
6. "Cosas del querer"
7. "La humana vida de la gallinita"
8. "Placer mental"
9. "Paso todo"
10. "Famara"
11. "Musical o como..."
12. "Vienen subiendo"
13. "El contestador"
14. "...¡Sorpresasa!..."

- Amor no es-Cupido (2014)

1. "Hola tú"
2. "Sarratanplán"
3. "Berbiquí"
4. "Tres crisis"
5. "Amo a la piedra"
6. "Mago amor"
7. "Escuchando el silencio (listening to silence)" (Bonus track)

## Integrantes
- Kakó (Juan Carlos Rodríguez): compositor, voz y guitarra.
- Juan Luis Pérez: batería.
- Juan Carlos Arnay: bajo.
- Israel Delgado: percusión.
- Mónica Viñoly: violín y coros.